# Olesicampe longicornis
Olesicampe longicornis là một loài tò vò trong họ Ichneumonidae.